# Jezernice
Jezernice (in tedesco Jesernik) è un comune della Repubblica Ceca facente parte del distretto di Přerov, nella regione di Olomouc.